# Russischer Film

## Geschichte
| Russische Kinospielfilmproduktion | Russische Kinospielfilmproduktion |
| Jahr                              | Anzahl                            |
| --------------------------------- | --------------------------------- |
| 1995                              | 65                                |
| 2005                              | 160                               |

### Neuer Russischer Film nach dem Zerfall der Sowjetunion
Die Auswanderung und der Tod Tarkowskis, die Perestroika sowie das Auseinanderbrechen der Sowjetunion waren bedeutende Etappen auf dem Niedergang der Filmkultur in Russland, der bis zur Jahrtausendwende nicht nur die Filmproduktion, sondern vor allem fast alle Lichtspielhäuser sterben ließ. Eine Wende trat erst um die Jahre 2002/03 ein. Seit dieser Zeit „explodierte“ die Anzahl der neu eröffneten Kinos schier und fanden immer mehr Filme junger russischer Regisseure den Weg auf internationale Festivals. Die Filmemacher der neuen Generation (oft Studierte wie Biologen, Physiker, Psychologen) bedienen sich bei all denen, die das Kino vorantrieben: Kubrick, Tykwer, aber vor allem der verehrte Tarkowski. Sie dienen als Inspiratoren für neue Wege in der russischen Filmkunst. Trotzdem sind diese Filme keine bloßen Collagen von bereits Gesehenem, vielmehr verweben sich die einzelnen Bestandteile zu etwas Neuen ähnlich den Farben eines impressionistischen Bildes und verknüpfen Tradition und Zukunft. Anfang und Ende einer Geschichte scheinen hier ebenso wenig wichtig zu sein wie ein zielgerichteter Handlungsverlauf oder der „typische“ Held oder Antiheld des westlichen Filmes, den man im Neuen Russischen Film vergebens suchen wird.
| Marktanteil russischer Filme an Kinobesuchen in Russland | Marktanteil russischer Filme an Kinobesuchen in Russland | Marktanteil russischer Filme an Kinobesuchen in Russland |
| Jahr                                                     | Kinobesuche gesamt, in Mio.                              | Marktanteil Russische Filme                              |
| -------------------------------------------------------- | -------------------------------------------------------- | -------------------------------------------------------- |
| 2004                                                     | 67,4                                                     | 12,1 %                                                   |
| 2005                                                     | 83,6                                                     | 29,7 %                                                   |
| 2006                                                     | 91,8                                                     | 25,7 %                                                   |
| 2007                                                     | 106,6                                                    | 26,3 %                                                   |
| 2008                                                     | 123,9                                                    | 25,5 %                                                   |

Das Jahr 2003 war (ungeplant) ein besonderes: gleich drei Filme verwiesen zurück auf den russischen Realismus des 19. Jahrhunderts, der unter anderem mit Turgenjews Väter und Söhne und Dostojewskis Die Brüder Karamasow Weltliteratur über die Beziehungen zwischen Vätern und Söhnen hervorbrachte. Die Filme The Return – Die Rückkehr, Koktebel und Vater und Sohn greifen diese Tradition auf und verweisen trotzdem in die Zukunft des russischen Filmes, der wie Kukuschka – Der Kuckuck zeigte, nicht nur bestens kritisiert, sondern auch kommerziell erfolgreich sein kann.
Zu einem neuen Schlag holte das russische Kino im Jahre 2005 mit Wächter der Nacht – Nochnoi Dozor aus. Ein russischer Fantasy-Actionfilm nach dem gleichnamigen Roman von Sergei Lukjanenko. Das Werk wurde mit einem für Russland beispiellosen PR-Aufwand in die westlichen Kinos gebracht. Doch auch hier bleibt sich der russische Film treu: es gibt keine Helden.
Insgesamt lässt sich in den letzten Jahren (2004 bis 2008) ein enormer Anstieg der Kinobesuche in Russland nachvollziehen – während im Großteil des übrigen Europa die Kinobesuchszahlen in den letzten Jahren bestenfalls stagnierten. Ebenfalls außergewöhnlich ist hierbei, dass die russische Filmproduktion bei der beinahen Verdoppelung der Kinobesuche ihren – im Vergleich mit Europa überdurchschnittlich hohen – Marktanteil, der seit 2005 stets über einem Viertel an allen Kinobesuchen in Russland liegt, halten konnte.

### Einschränkungen
Die staatliche Aufsichtsbehörde überprüfte immer wieder Filme und der Propagandist Dmitri Kisseljow forderte schon 2018 gar eine Einschränkung der Meinungsfreiheit aufgrund kritischer Filme, zudem wurden einzelne ausländische Produktionen überhaupt nicht gezeigt, bei anderen wurden Startdaten so gelegt, dass sie keine patriotischen russischen Filme konkurrieren. Anfang März 2019 boykottierten private Kinos den Zeichentrickfilm „Hurwynek. The Magic Game“, zu dessen Förderung das Kulturministerium die Premiere des Films „Royal Corgi“ in Übereinstimmung mit einem Regierungsdekret verschoben hatte.
Ab 2013 übernahm die Militärhistorische Gesellschaft 500 wissenschaftliche Untersuchungen für Dokumentar- und Spielfilme und arbeitete an 35 Filmen mit, um die „korrekte Geschichtsabbildung“ sicherzustellen.

## Wichtige russische  Filme
- 1994: Die Sonne, die uns täuscht – Regie: Nikita Michalkow
- 1997: Der Dieb – Regie: Pawel Tschuchrai
- 1999: Der Barbier von Sibirien (russisch-französische Koproduktion) – Regie: Nikita Michalkow
- 1990: Russische Hochzeit – Regie: Pawel Lungin
- 2002: Russian Ark (russisch-deutsche Koproduktion) – Regie: Alexander Sokurow
- 2002: Kukuschka – Der Kuckuck – Regie: Alexander Rogoschkin
- 2003: Koktebel – Regie: Alexei Popogrebski & Boris Chlebnikow
- 2003: The Return – Die Rückkehr – Regie: Andrei Swjaginzew
- 2004: Wächter der Nacht – Nochnoi Dozor – Regie: Timur Bekmambetow
- 2006: Euphoria – Regie: Iwan Wyrypajew
- 2006: Ostrov – The Island – Regie: Pawel Lungin
- 2007: Der Mongole (internationale Koproduktion) – Regie: Sergei Bodrow
- 2007: Die Verbannung – Regie: Andrei Swjaginzew
- 2008: Mukha – Die Fliege – Regie: Wladimir Kott
- 2010: How I Ended This Summer – Regie: Alexei Popogrebski
- 2010: Stille Seelen – Regie: Alexei Fedortschenko

## Wichtige russische und sowjetische Regisseure(alphabetisch)
- Sergei Bondartschuk (1920–1994)
- Bachtijor Chudoinasarow (1965–2015)
- Marlen Chuzijew (1925–2019)
- Georgi Danelija (1930–2019)
- Oleksandr Dowschenko (1894–1956)
- Sergei Eisenstein (1898–1948)
- Leonid Gaidai (1923–1993)
- Sergei Gerassimow (1906–1985)
- Sergei Jutkewitsch (1904–1985)
- Elem Klimow (1933–2003)
- Lew Kuleschow (1899–1970)
- Konstantin Lopuschanski (* 1947)
- Andrei Michalkow-Kontschalowski (* 1937)
- Nikita Michalkow (* 1945)
- Kira Muratowa (1934–2018)
- Sergei Paradschanow (1924–1990)
- Jakow Protasanow (1881–1945)
- Alexander Ptuschko (1900–1973)
- Wsewolod Pudowkin (1893–1953)
- Eldar Rjasanow (1927–2015)
- Mark Sacharow (1933–2019)
- Larissa Schepitko (1938–1979)
- Esfir Schub (1894–1959)
- Alexander Sokurow (* 1951)
- Igor Talankin (1927–2010)
- Andrei Tarkowski (1932–1986)
- Alexei Utschitel (* 1951)
- Dsiga Wertow (1896–1954)

## Sonstiges
Große russische Filmstudios: Goskino, Sowkino, Mosfilm, Lenfilm, Gorki Filmstudio (vormals Meschrabpom)
Preis der Russischen Filmkunst-Akademie: Nika
Filmpolitiker: Boris Schumjazki (1886–1938)